# Copa do Mundo FIFA de 2018 – Grupo F

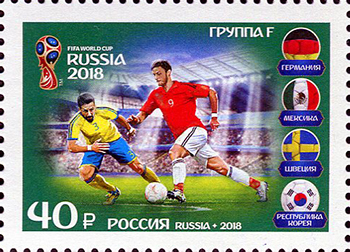
Selo russo de 2018 com as seleções do Grupo F

O Grupo F da Copa do Mundo FIFA de 2018, a vigésima primeira edição do torneio de futebol organizado pela Federação Internacional de Futebol (FIFA) e que ocorreu na Rússia, reuniu as seleções da Alemanha, do México, da Suécia e da Coreia do Sul. Seis das doze cidades-sede do torneio abrigaram jogos do grupo. A primeira partida, aconteceu em 17 de junho com a seleção alemã enfrentando o México, resultando na vitória mexicana. Os dois melhores colocados do grupo avançaram as oitavas de final.

## Equipes
| Inscrição            | Equipe        | Confederação | Método de qualificação                  | Data de qualificação   | Aparições em Copas | Última participação | Melhor resultado                 | Ranking da FIFA |
| Inscrição            | Equipe        | Confederação | Método de qualificação                  | Data de qualificação   | Aparições em Copas | Última participação | Melhor resultado                 | outubro de 2017 |
| -------------------- | ------------- | ------------ | --------------------------------------- | ---------------------- | ------------------ | ------------------- | -------------------------------- | --------------- |
| A1 (cabeça-de-chave) | Alemanha      | UEFA         | Vencedor do grupo C                     | 5 de outubro de 2017   | 19                 | 2014                | Campeão (1954, 1974, 1990, 2014) | 1º              |
| A2                   | México        | CONCACAF     | Vencedor da quinta fase                 | 1 de setembro de 2017  | 16                 | 2014                | Quartas de final (1978, 1986)    | 11º             |
| A3                   | Suécia        | UEFA         | Vencedor da repescagem                  | 13 de novembro de 2017 | 12                 | 2006                | Vice-campeão (1958)              | 25º             |
| A4                   | Coreia do Sul | AFC          | 2º colocado do grupo A da terceira fase | 5 de setembro de 2017  | 10                 | 2014                | Quarto lugar (2002)              | 62º             |

## Encontros anteriores em Copas do Mundo
- Alemanha x México:
  - 1978, fase de grupos: Alemanha Ocidental 6–0 México
  - 1986, quartas de final: Alemanha Ocidental 0–0 (4–1 pen.) México
  - 1998, oitavas de final: Alemanha 2–1 México
- Suécia x Coreia do Sul: Nenhum encontro
- Coreia do Sul x México:
  - 1998, fase de grupos: Coreia do Sul 1–3 México
- Alemanha x Suécia:
  - 1934, quartas de final: Alemanha 2–1 Suécia
  - 1958, semifinais: Alemanha Ocidental 1–3 Suécia
  - 1974, segunda fase: Alemanha Ocidental 4–2 Suécia
  - 2006, oitavas de final: Alemanha 2–0 Suécia
- México x Suécia:
  - 1958, fase de grupos: Suécia 3–0 México
- Coreia do Sul x Alemanha:
  - 1994, fase de grupos: Alemanha 3–2 Coreia do Sul
  - 2002, semifinais: Alemanha 1–0 Coreia do Sul

## Classificação
| Legenda                                                         |
| --------------------------------------------------------------- |
| Primeiro e segundo colocados do grupo avançam para a fase final |

| Pos | Equipe        | Pts | J | V | E | D | GP | GC | SG | Classificado      |
| --- | ------------- | --- | - | - | - | - | -- | -- | -- | ----------------- |
| 1   | Suécia        | 6   | 3 | 2 | 0 | 1 | 5  | 2  | +3 | Fase eliminatória |
| 2   | México        | 6   | 3 | 2 | 0 | 1 | 3  | 4  | −1 | Fase eliminatória |
| 3   | Coreia do Sul | 3   | 3 | 1 | 0 | 2 | 3  | 3  | 0  | Eliminado         |
| 4   | Alemanha      | 3   | 3 | 1 | 0 | 2 | 2  | 4  | −2 | Eliminado         |

## Partidas

### Alemanha vs. México
| 17 de junho   | Alemanha | 0 – 1     | México     | Estádio Lujniki, Moscou                      |
| 18:00 (UTC+3) |          | Relatório | Lozano 35' | Público: 78 011 Árbitro: IRN Alireza Faghani |

| Alemanha | México |

| G              | 1  | Manuel Neuer        |     |     |
| LD             | 18 | Joshua Kimmich      |     |     |
| Z              | 17 | Jérôme Boateng      |     |     |
| Z              | 5  | Mats Hummels        | 84' |     |
| LE             | 2  | Marvin Plattenhardt |     | 79' |
| V              | 8  | Toni Kroos          |     |     |
| V              | 6  | Sami Khedira        |     | 60' |
| M              | 13 | Thomas Müller       | 83' |     |
| M              | 10 | Mesut Özil          |     |     |
| M              | 7  | Julian Draxler      |     |     |
| A              | 9  | Timo Werner         |     | 86' |
| Substituições: |    |                     |     |     |
| A              | 11 | Marco Reus          |     | 60' |
| A              | 23 | Mario Gómez         |     | 79' |
| M              | 20 | Julian Brandt       |     | 86' |
| Treinador:     |    |                     |     |     |
| Joachim Löw    |    |                     |     |     |

| G                  | 13 | Guillermo Ochoa  |     |     |
| LD                 | 3  | Carlos Salcedo   |     |     |
| Z                  | 2  | Hugo Ayala       |     |     |
| Z                  | 15 | Héctor Moreno    | 40' |     |
| LE                 | 23 | Jesús Gallardo   |     |     |
| V                  | 16 | Héctor Herrera   | 90' |     |
| V                  | 18 | Andrés Guardado  |     | 74' |
| M                  | 7  | Miguel Layún     |     |     |
| M                  | 11 | Carlos Vela      |     | 58' |
| M                  | 22 | Hirving Lozano   |     | 66' |
| A                  | 14 | Javier Hernández |     |     |
| Substituições:     |    |                  |     |     |
| Z                  | 21 | Edson Álvarez    |     | 58' |
| A                  | 9  | Raúl Jiménez     |     | 66' |
| Z                  | 4  | Rafael Márquez   |     | 74' |
| Treinador:         |    |                  |     |     |
| Juan Carlos Osorio |    |                  |     |     |

| Homem do Jogo: Hirving Lozano Bandeirinhas: Reza Sokhandan Mohammadreza Mansouri Quarto árbitro: Mohammed Abdulla Hassan Mohamed Quinto árbitro: Mohamed Al Hammadi Árbitro assistente de vídeo: Massimiliano Irrati Árbitros assistentes de árbitro de vídeo: Wilton Pereira Sampaio Carlos Astroza Mark Geiger |

### Suécia vs. Coreia do Sul
| 18 de junho   | Suécia              | 1 – 0     | Coreia do Sul | Estádio de Níjni Novgorod, Nijni Novgorod |
| 15:00 (UTC+3) | Granqvist 65' (pen) | Relatório |               | Público: 42 300 Árbitro: SLV Joel Aguilar |

| Suécia | Coreia do Sul |

| G              | 1  | Robin Olsen         |     |     |
| LD             | 6  | Ludwig Augustinsson |     |     |
| Z              | 4  | Andreas Granqvist   |     |     |
| Z              | 18 | Pontus Jansson      |     |     |
| LE             | 2  | Mikael Lustig       |     |     |
| M              | 17 | Viktor Claesson     | 61' |     |
| M              | 7  | Sebastian Larsson   |     | 81' |
| M              | 8  | Albin Ekdal         |     | 71' |
| M              | 10 | Emil Forsberg       |     |     |
| A              | 9  | Marcus Berg         |     |     |
| A              | 20 | Ola Toivonen        |     | 77' |
| Substituições: |    |                     |     |     |
| M              | 15 | Oscar Hiljemark     |     | 71' |
| A              | 22 | Isaac Thelin        |     | 77' |
| A              | 13 | Gustav Svensson     |     | 81' |
| Treinador:     |    |                     |     |     |
| Jan Andersson  |    |                     |     |     |

| G              | 23 | Jo Hyeon-woo   |     |     |
| LD             | 2  | Lee Yong       |     |     |
| Z              | 20 | Jang Hyun-soo  |     |     |
| Z              | 19 | Kim Young-gwon |     |     |
| LE             | 6  | Park Joo-ho    |     | 28' |
| M              | 17 | Lee Jae-sung   |     |     |
| M              | 16 | Ki Sung-yueng  |     |     |
| M              | 13 | Koo Ja-cheol   |     | 73' |
| A              | 11 | Hwang Hee-chan | 55' |     |
| A              | 9  | Kim Shin-wook  | 13' | 66' |
| A              | 7  | Son Heung-min  |     |     |
| Substituições: |    |                |     |     |
| Z              | 12 | Kim Min-woo    |     | 28' |
| M              | 15 | Jung Woo-young |     | 66' |
| M              | 10 | Lee Seung-woo  |     | 73' |
| Treinador:     |    |                |     |     |
| Shin Tae-yong  |    |                |     |     |

| Homem do Jogo: Andreas Granqvist Bandeirinhas: Juan Zumba Juan Carlos Mora Quarto árbitro: Norbert Hauata Quinto árbitro: Bertrand Brial Árbitro assistente de vídeo: Mauro Vigliano Árbitros assistentes de árbitro de vídeo: Abdulrahman Al-Jassim Taleb Al Maari Daniele Orsato |

### Coreia do Sul vs. México
| 23 de junho   | Coreia do Sul       | 1 – 2     | México                         | Arena Rostov, Rostóvia do Dom              |
| 18:00 (UTC+3) | Son Heung-min 90+3' | Relatório | Vela 26' (pen) · Hernández 66' | Público: 43 472 Árbitro: SRB Milorad Mažić |

| Coreia do Sul | México |

| G              | 23 | Jo Hyeon-woo   |     |     |
| LD             | 2  | Lee Yong       | 63' |     |
| Z              | 20 | Jang Hyun-soo  |     |     |
| Z              | 19 | Kim Young-gwon | 58' |     |
| LE             | 12 | Kim Min-woo    |     | 84' |
| M              | 18 | Moon Seon-min  |     | 77' |
| M              | 8  | Ju Se-jong     |     | 64' |
| M              | 16 | Ki Sung-yueng  |     |     |
| A              | 11 | Hwang Hee-chan |     |     |
| A              | 17 | Lee Jae-sung   |     |     |
| A              | 7  | Son Heung-min  |     |     |
| Substituições: |    |                |     |     |
| M              | 10 | Lee Seung-woo  | 72' | 64' |
| V              | 15 | Jung Woo-young | 80' | 77' |
| Z              | 14 | Hong Chul      |     | 84' |
| Treinador:     |    |                |     |     |
| Shin Tae-yong  |    |                |     |     |

| G                  | 13 | Guillermo Ochoa     |  |     |
| LD                 | 21 | Edson Álvarez       |  |     |
| Z                  | 3  | Carlos Salcedo      |  |     |
| Z                  | 15 | Héctor Moreno       |  |     |
| LE                 | 23 | Jesús Gallardo      |  |     |
| M                  | 7  | Miguel Layún        |  |     |
| M                  | 16 | Héctor Herrera      |  |     |
| M                  | 18 | Andrés Guardado     |  | 68' |
| A                  | 11 | Carlos Vela         |  | 77' |
| A                  | 14 | Chicharito          |  |     |
| A                  | 22 | Hirving Lozano      |  | 71' |
| Substituições:     |    |                     |  |     |
| Z                  | 4  | Rafael Márquez      |  | 68' |
| A                  | 17 | Jesús Manuel Corona |  | 71' |
| A                  | 10 | Giovani dos Santos  |  | 77' |
| Treinador:         |    |                     |  |     |
| Juan Carlos Osorio |    |                     |  |     |

| Homem do Jogo: Javier Hernández Bandeirinhas: Milovan Ristić Dalibor Đurđević Quarto árbitro: John Pitti Quinto árbitro: Gabriel Victoria Árbitro assistente de vídeo: Daniele Orsato Árbitros assistentes de árbitro de vídeo: Artur Soares Dias Carlos Astroza Tiago Martins |

### Alemanha vs. Suécia
| 23 de junho   | Alemanha               | 2 – 1     | Suécia       | Estádio Olímpico de Fisht, Sóchi              |
| 21:00 (UTC+3) | Reus 48' · Kroos 90+5' | Relatório | Toivonen 32' | Público: 44 287 Árbitro: POL Szymon Marciniak |

| Alemanha | Suécia |

| G              | 1  | Manuel Neuer    |          |     |
| LD             | 18 | Joshua Kimmich  |          |     |
| Z              | 16 | Antonio Rüdiger |          |     |
| Z              | 17 | Jérôme Boateng  | 71', 82' |     |
| LE             | 3  | Jonas Hector    |          | 87' |
| V              | 19 | Sebastian Rudy  |          | 31' |
| V              | 8  | Toni Kroos      |          |     |
| M              | 13 | Thomas Müller   |          |     |
| M              | 7  | Julian Draxler  |          | 46' |
| M              | 11 | Marco Reus      |          |     |
| A              | 9  | Timo Werner     |          |     |
| Substituições: |    |                 |          |     |
| M              | 21 | İlkay Gündoğan  |          | 31' |
| Z              | 23 | Mario Gómez     |          | 46' |
| M              | 20 | Julian Brandt   |          | 87' |
| Treinador:     |    |                 |          |     |
| Joachim Löw    |    |                 |          |     |

| G              | 1  | Robin Olsen         |       |     |
| LD             | 2  | Mikael Lustig       |       |     |
| Z              | 3  | Victor Lindelöf     |       |     |
| Z              | 4  | Andreas Granqvist   |       |     |
| LE             | 6  | Ludwig Augustinsson |       |     |
| M              | 17 | Viktor Claesson     |       | 74' |
| M              | 7  | Sebastian Larsson   | 90+7' |     |
| M              | 8  | Albin Ekdal         | 52'   |     |
| M              | 10 | Emil Forsberg       |       |     |
| A              | 9  | Marcus Berg         |       | 90' |
| A              | 20 | Ola Toivonen        |       | 78' |
| Substituições: |    |                     |       |     |
| M              | 21 | Jimmy Durmaz        |       | 74' |
| A              | 11 | John Guidetti       |       | 78' |
| A              | 22 | Isaac Thelin        |       | 90' |
| Treinador:     |    |                     |       |     |
| Jan Andersson  |    |                     |       |     |

| Homem do Jogo: Marco Reus Bandeirinhas: Paweł Sokolnicki Tomasz Listkiewicz Quarto árbitro: Ryuji Sato Quinto árbitro: Toru Sagara Árbitro assistente de vídeo: Clément Turpin Árbitros assistentes de árbitro de vídeo: Paweł Gil Cyril Gringore Paolo Valeri |

### México vs. Suécia
| 27 de junho   | México | 0 – 3     | Suécia                                                      | Estádio Central, Ecaterimburgo             |
| 19:00 (UTC+5) |        | Relatório | Augustinsson 50' · Granqvist 62' (pen) · Álvarez 74' (g.c.) | Público: 33 061 Árbitro: ARG Néstor Pitana |

| México | Suécia |

| G                  | 13 | Guillermo Ochoa     |     |     |
| LD                 | 21 | Edson Álvarez       |     |     |
| Z                  | 3  | Carlos Salcedo      |     |     |
| Z                  | 15 | Héctor Moreno       | 61' |     |
| LE                 | 23 | Jesús Gallardo      | 1'  | 65' |
| V                  | 18 | Andrés Guardado     |     | 75' |
| V                  | 16 | Héctor Herrera      |     |     |
| M                  | 7  | Miguel Layún        | 86' | 89' |
| M                  | 11 | Carlos Vela         |     |     |
| M                  | 22 | Hirving Lozano      |     |     |
| A                  | 14 | Javier Hernández    |     |     |
| Substituições:     |    |                     |     |     |
| M                  | 8  | Marco Fabián        |     | 65' |
| M                  | 17 | Jesús Manuel Corona |     | 75' |
| A                  | 19 | Oribe Peralta       |     | 89' |
| Treinador:         |    |                     |     |     |
| Juan Carlos Osorio |    |                     |     |     |

| G              | 1  | Robin Olsen         |     |     |
| LD             | 2  | Mikael Lustig       | 88' |     |
| Z              | 3  | Victor Lindelöf     |     |     |
| Z              | 4  | Andreas Granqvist   |     |     |
| LE             | 6  | Ludwig Augustinsson |     |     |
| M              | 17 | Viktor Claesson     |     |     |
| M              | 7  | Sebastian Larsson   | 26' | 57' |
| M              | 8  | Albin Ekdal         |     | 80' |
| M              | 10 | Emil Forsberg       |     |     |
| A              | 9  | Marcus Berg         |     | 68' |
| A              | 20 | Ola Toivonen        |     |     |
| Substituições: |    |                     |     |     |
| M              | 13 | Gustav Svensson     |     | 57' |
| A              | 22 | Isaac Thelin        |     | 68' |
| M              | 15 | Oscar Hiljemark     |     | 80' |
| Treinador:     |    |                     |     |     |
| Jan Andersson  |    |                     |     |     |

| Homem do Jogo: Ludwig Augustinsson Bandeirinhas: Hernán Maidana Juan Pablo Bellati Quarto árbitro: Andrés Cunha Quinto árbitro: Mauricio Espinosa Árbitro assistente de vídeo: Mauro Vigliano Árbitros assistentes de árbitro de vídeo: Gery Vargas Carlos Astroza Wilton Pereira Sampaio |

### Coreia do Sul vs. Alemanha
| 27 de junho   | Coreia do Sul                              | 2 – 0     | Alemanha | Arena Kazan, Cazã                        |
| 17:00 (UTC+3) | Kim Young-gwon 90+3' · Son Heung-min 90+6' | Relatório |          | Público: 41 835 Árbitro: USA Mark Geiger |

| Coreia do Sul | Alemanha |

| G              | 23 | Jo Hyeon-woo   |     |     |     |
| LD             | 2  | Lee Yong       |     |     |     |
| Z              | 5  | Yun Young-sun  |     |     |     |
| Z              | 19 | Kim Young-gwon |     |     |     |
| LE             | 14 | Hong Chul      |     |     |     |
| M              | 17 | Lee Jae-sung   | 23' |     |     |
| M              | 15 | Jung Woo-young | 9'  |     |     |
| M              | 20 | Jang Hyun-soo  |     |     |     |
| M              | 18 | Moon Seon-min  | 48' | 69' |     |
| A              | 13 | Koo Ja-cheol   |     | 56' |     |
| A              | 7  | Son Heung-min  | 65' |     |     |
| Substituições: |    |                |     |     |     |
| A              | 11 | Hwang Hee-chan |     | 56' | 79' |
| M              | 8  | Ju Se-jong     |     | 69' |     |
| Z              | 22 | Go Yo-han      |     | 79' |     |
| Treinador:     |    |                |     |     |     |
| Shin Tae-yong  |    |                |     |     |     |

| G              | 1  | Manuel Neuer   |  |     |
| LD             | 18 | Joshua Kimmich |  |     |
| Z              | 5  | Mats Hummels   |  |     |
| Z              | 15 | Niklas Süle    |  |     |
| LE             | 3  | Jonas Hector   |  | 78' |
| V              | 6  | Sami Khedira   |  | 58' |
| V              | 8  | Toni Kroos     |  |     |
| M              | 14 | Leon Goretzka  |  | 63' |
| M              | 10 | Mesut Özil     |  |     |
| M              | 11 | Marco Reus     |  |     |
| A              | 9  | Timo Werner    |  |     |
| Substituições: |    |                |  |     |
| A              | 23 | Mario Gómez    |  | 58' |
| A              | 13 | Thomas Müller  |  | 63' |
| M              | 20 | Julian Brandt  |  | 78' |
| Treinador:     |    |                |  |     |
| Joachim Löw    |    |                |  |     |

| Homem do jogo: Jo Hyeon-woo Bandeirinhas: Joe Fletcher Frank Anderson Quarto árbitro: Julio Bascuñán Quinto árbitro: Christian Schiemann Árbitro assistente de vídeo: Danny Makkelie Árbitros assistentes de árbitro de vídeo: Tiago Martins Corey Rockwell Artur Soares Dias |

## Disciplina
Os pontos por fair play são usados como critério de desempate se duas equipes terminem empatadas em todos os demais critérios de desempate. Estes foram calculados com base nos cartões amarelos e vermelhos recebidos em todas as partidas do grupo da seguinte forma:
- primeiro cartão amarelo: menos 1 ponto;
- cartão vermelho indireto (segundo cartão amarelo): menos 3 pontos;
- cartão vermelho direto: menos 4 pontos;
- cartão amarelo e cartão vermelho direto: menos 5 pontos;

Apenas uma das deduções acima seria aplicada a um jogador em uma única partida.
| Seleção       | Jogo 1                        | Jogo 1                            | Jogo 1  | Jogo 1               | Jogo 2                        | Jogo 2                            | Jogo 2  | Jogo 2               | Jogo 3                        | Jogo 3                            | Jogo 3  | Jogo 3               | Pontos |
| Seleção       | Penalizado com cartão amarelo | Penalizado · Penalizado · Expulso | Expulso | Penalizado · Expulso | Penalizado com cartão amarelo | Penalizado · Penalizado · Expulso | Expulso | Penalizado · Expulso | Penalizado com cartão amarelo | Penalizado · Penalizado · Expulso | Expulso | Penalizado · Expulso | Pontos |
| ------------- | ----------------------------- | --------------------------------- | ------- | -------------------- | ----------------------------- | --------------------------------- | ------- | -------------------- | ----------------------------- | --------------------------------- | ------- | -------------------- | ------ |
| Suécia        | 1                             |                                   |         |                      | 2                             |                                   |         |                      | 2                             |                                   |         |                      | −5     |
| México        | 2                             |                                   |         |                      |                               |                                   |         |                      | 3                             |                                   |         |                      | −5     |
| Alemanha      | 2                             |                                   |         |                      |                               | 1                                 |         |                      |                               |                                   |         |                      | −5     |
| Coreia do Sul | 2                             |                                   |         |                      | 4                             |                                   |         |                      | 4                             |                                   |         |                      | −10    |